# Elezioni regionali in Puglia del 2000
Le elezioni regionali italiane del 2000 in Puglia si sono tenute il 16 aprile. Esse hanno visto la vittoria di Raffaele Fitto, sostenuto dalla Casa delle Libertà, che ha sconfitto il candidato del centro-sinistra, Giannicola Sinisi.

## Affluenza
Il corpo elettorale per le elezioni del 16 aprile 2000 risultava composto da 3.451.258 elettori. Alla chiusura dei seggi l'affluenza definitiva si è attestata al 70,22%, in calo rispetto al 1995 del 5,50%.
| Provincia | Affluenza | Variazione |
| --------- | --------- | ---------- |
| Puglia    | 70,22%    | 5,50%      |
| Bari      | 68,63%    | 6,56%      |
| Brindisi  | 70,37%    | 6,60%      |
| Foggia    | 68,43%    | 3,21%      |
| Lecce     | 71,40%    | 6,54%      |
| Taranto   | 74,83%    | 3,15%      |

## Risultati
|                                                                 | Raffaele Fitto (Per la Puglia) ✔️ Presidente                    | 1 194 370                                                       | 53,97 | Forza Italia              | 584 147   | 28,60 | 15 |  |  |
| Alleanza Nazionale                                              | Raffaele Fitto (Per la Puglia) ✔️ Presidente                    | 1 194 370                                                       | 53,97 | 315 762                   | 15,46     | 8     |    |  |  |
| Centro Cristiano Democratico                                    | Raffaele Fitto (Per la Puglia) ✔️ Presidente                    | 1 194 370                                                       | 53,97 | 86 734                    | 4,25      | 2     |    |  |  |
| Cristiani Democratici Uniti                                     | Raffaele Fitto (Per la Puglia) ✔️ Presidente                    | 1 194 370                                                       | 53,97 | 41 448                    | 2,03      | 1     |    |  |  |
| Partito Democratico Cristiano                                   | Raffaele Fitto (Per la Puglia) ✔️ Presidente                    | 1 194 370                                                       | 53,97 | 23 461                    | 1,15      | –     |    |  |  |
| Liberal Sgarbi - I Libertari                                    | Raffaele Fitto (Per la Puglia) ✔️ Presidente                    | 1 194 370                                                       | 53,97 | 23 301                    | 1,14      | –     |    |  |  |
| Partito Socialista - Socialdemocrazia                           | Raffaele Fitto (Per la Puglia) ✔️ Presidente                    | 1 194 370                                                       | 53,97 | 23 055                    | 1,13      | –     |    |  |  |
| Movimento Sociale Fiamma Tricolore                              | Raffaele Fitto (Per la Puglia) ✔️ Presidente                    | 1 194 370                                                       | 53,97 | 6 689                     | 0,33      | –     |    |  |  |
| Il Trifoglio                                                    | Raffaele Fitto (Per la Puglia) ✔️ Presidente                    | 1 194 370                                                       | 53,97 | 4 673                     | 0,23      | –     |    |  |  |
| Seggi assegnati alla lista regionale                            | Seggi assegnati alla lista regionale                            | Seggi assegnati alla lista regionale                            | 53,97 | 12                        |           |       |    |  |  |
|                                                                 | Giannicola Sinisi (La Puglia che Vogliamo)                      | 961 642                                                         | 43,45 | Democratici di Sinistra   | 319 631   | 15,65 | 8  |  |  |
| Partito Popolare Italiano                                       | Giannicola Sinisi (La Puglia che Vogliamo)                      | 961 642                                                         | 43,45 | 126 903                   | 6,21      | 3     |    |  |  |
| I Democratici                                                   | Giannicola Sinisi (La Puglia che Vogliamo)                      | 961 642                                                         | 43,45 | 124 160                   | 6,08      | 3     |    |  |  |
| Socialisti Democratici Italiani                                 | Giannicola Sinisi (La Puglia che Vogliamo)                      | 961 642                                                         | 43,45 | 92 194                    | 4,51      | 2     |    |  |  |
| Partito della Rifondazione Comunista                            | Giannicola Sinisi (La Puglia che Vogliamo)                      | 961 642                                                         | 43,45 | 72 689                    | 3,56      | 1     |    |  |  |
| Unione Democratici per l'Europa                                 | Giannicola Sinisi (La Puglia che Vogliamo)                      | 961 642                                                         | 43,45 | 56 724                    | 2,78      | 1     |    |  |  |
| Federazione dei Verdi                                           | Giannicola Sinisi (La Puglia che Vogliamo)                      | 961 642                                                         | 43,45 | 36 637                    | 1,79      | 1     |    |  |  |
| Partito dei Comunisti Italiani                                  | Giannicola Sinisi (La Puglia che Vogliamo)                      | 961 642                                                         | 43,45 | 34 567                    | 1,69      | 1     |    |  |  |
| Rinnovamento Italiano                                           | Giannicola Sinisi (La Puglia che Vogliamo)                      | 961 642                                                         | 43,45 | 29 418                    | 1,44      | 1     |    |  |  |
| Seggio assegnato al candidato presidente classificatosi secondo | Seggio assegnato al candidato presidente classificatosi secondo | Seggio assegnato al candidato presidente classificatosi secondo | 43,45 | 1                         |           |       |    |  |  |
|                                                                 | Giancarlo Cito                                                  | 29 317                                                          | 1,32  | Lega d'Azione Meridionale | 18 839    | 0,92  | –  |  |  |
|                                                                 | Pasquale Quinto                                                 | 27 802                                                          | 1,26  | Lista Emma Bonino         | 21 737    | 1,06  | –  |  |  |
| Totale                                                          | Totale                                                          | 2 213 131                                                       | 100   |                           | 2 042 769 | 100   | 60 |  |  |
|                                                                 |                                                                 |                                                                 |       |                           |           |       |    |  |  |
| Schede bianche                                                  | Schede bianche                                                  | 80 131                                                          | 3,31  |                           |           |       |    |  |  |
| Schede nulle                                                    | Schede nulle                                                    | 210 369                                                         | 8,68  |                           |           |       |    |  |  |
| Votanti                                                         | Votanti                                                         | 2 423 500                                                       | 70,22 |                           |           |       |    |  |  |
| Elettori                                                        | Elettori                                                        | 3 451 258                                                       |       |                           |           |       |    |  |  |
|                                                                 |                                                                 |                                                                 |       |                           |           |       |    |  |  |
| Fonte: Ministero dell'interno                                   |                                                                 |                                                                 |       |                           |           |       |    |  |  |

## Consiglieri eletti
| Collegio                 | Lista                                | Eletto                     | Preferenze |
| ------------------------ | ------------------------------------ | -------------------------- | ---------- |
| Bari                     | Forza Italia                         | Salvatore Greco            | 16.986     |
| Bari                     | Forza Italia                         | Felice Amodio              | 14.932     |
| Bari                     | Forza Italia                         | Mattia Mincuzzi            | 13.024     |
| Bari                     | Forza Italia                         | Luigi Loperfido            | 10.284     |
| Bari                     | Forza Italia                         | Raffaele Michele Belardi   | 9.027      |
| Bari                     | Alleanza Nazionale                   | Nicola Marmo               | 14.832     |
| Bari                     | Alleanza Nazionale                   | Tommaso Attanasio          | 8.984      |
| Bari                     | Alleanza Nazionale                   | Sergio Silvestris          | 8.082      |
| Bari                     | Democratici di Sinistra              | Mario Cosimo Loizzo        | 10.079     |
| Bari                     | Democratici di Sinistra              | Michele Ventricelli        | 8.189      |
| Bari                     | Partito Popolare Italiano            | Pietro Pepe                | 7.777      |
| Bari                     | I Democratici                        | Emanuele Sannicandro       | 4.894      |
| Bari                     | Socialisti Democratici Italiani      | Alberto Tedesco            | 10.436     |
| Bari                     | Centro Cristiano Democratico         | Giovanni Copertino         | 8.877      |
| Bari                     | Partito della Rifondazione Comunista | Michele Losappio           | 2.439      |
| Bari                     | Cristiani Democratici Uniti          | Francesco Pirolo           | 2.161      |
| Bari                     | Rinnovamento Italiano                | Alfonsino Pisicchio        | 8.156      |
| Bari                     | Federazione dei Verdi                | Domenico Lomelo            | 2.562      |
| Bari                     | Partito dei Comunisti Italiani       | Giovanni Valente           | 2.117      |
| Bari                     | UDEUR                                | Leonardo Maffione          | 3.682      |
| Brindisi                 | Forza Italia                         | Luciano Sardelli           | 10.719     |
| Brindisi                 | Forza Italia                         | Marcello Rollo             | 9.481      |
| Brindisi                 | Democratici di Sinistra              | Carmine Dipietrangelo      | 16.474     |
| Brindisi                 | Alleanza Nazionale                   | Michele Saccomanno         | 13.204     |
| Brindisi                 | Centro Cristiano Democratico         | Cosimo Mele                | 5.634      |
| Circoscrizione di Foggia | Forza Italia                         | Enrico Santaniello         | 17.279     |
| Circoscrizione di Foggia | Forza Italia                         | Lucio Tarquinio            | 14.540     |
| Circoscrizione di Foggia | Alleanza Nazionale                   | Vito Oronzo Orlando        | 10.078     |
| Circoscrizione di Foggia | Democratici di Sinistra              | Leonardo Marino            | 12.584     |
| Circoscrizione di Foggia | Partito Popolare Italiano            | Angelo Cera                | 12.531     |
| Lecce                    | Forza Italia                         | Rocco Palese               | 28.652     |
| Lecce                    | Forza Italia                         | Vito Leonardo Aloisi       | 17.698     |
| Lecce                    | Forza Italia                         | Fabrizio Camilli           | 14.309     |
| Lecce                    | Democratici di Sinistra              | Alessandro Frisullo        | 14.404     |
| Lecce                    | Democratici di Sinistra              | Antonio Maniglio           | 12.103     |
| Lecce                    | Alleanza Nazionale                   | Mario De Cristofaro        | 21.159     |
| Lecce                    | Alleanza Nazionale                   | Roberto Tundo              | 9.821      |
| Lecce                    | I Democratici                        | Carlo Madaro               | 4.916      |
| Lecce                    | Socialisti Democratici Italiani      | Vittorio Niceta Sesto Potì | 6.614      |
| Taranto                  | Forza Italia                         | Pietro Franzoso            | 15.610     |
| Taranto                  | Forza Italia                         | Simone Brizio              | 12.329     |
| Taranto                  | Forza Italia                         | Donato Salinari            | 9.946      |
| Taranto                  | Democratici di Sinistra              | Gaetano Carrozzo           | 10.991     |
| Taranto                  | Democratici di Sinistra              | Luciano Mineo              | 9.863      |
| Taranto                  | Alleanza Nazionale                   | Pietro Lospinuso           | 13.436     |
| Taranto                  | I Democratici                        | Michele Pelillo            | 5.275      |